# Attentato di Saint-Quentin-Fallavier
L'Attentato di Saint-Quentin-Fallavier ha avuto luogo il 26 giugno 2015 a Saint-Quentin-Fallavier, nei pressi di Lione, in Francia, quando un musulmano francese di origine nordafricana, Yassin Salhi, dopo aver decapitato il suo datore di lavoro Hervé Cornara, ha guidato il suo furgone verso delle bombole di gas, causando un'esplosione che ha ferito 2 persone.

## Svolgimento dei fatti
Intorno alle 09:30, Yassin Salhi ha ucciso, decapitandolo, il suo datore di lavoro e ha poi posto il cadavere nel suo furgone, con cui si è diretto a un impianto della Air Products, dove, una volta entrato, si schiantò contro delle bombole di gas industriali che esplosero ferendo, non gravemente, due persone. Le autorità presenti sul posto arrestarono immediatamente Yassin, che poi il 22 dicembre dello stesso anno si suicidò.